# Orlowski (Rostow)
Orlowski (russisch Орло́вский) ist eine Siedlung in der Oblast Rostow (Russland) mit 20.002 Einwohnern (Stand 14. Oktober 2010).

## Geographie
Die Siedlung liegt in der südrussischen Steppenlandschaft nördlich der Manytschniederung, etwa 180 Kilometer Luftlinie ostsüdöstlich des Oblastverwaltungszentrums Rostow am Don. Sie liegt an der Dwoinaja, einem unregelmäßig Wasser führenden, aber zu einer Reihe von Teichen aufgestauten linken Zufluss des Sal-Nebenflusses Große Kuberle.
Orlowski ist Verwaltungszentrum des gleichnamigen Rajons Orlowski.

## Geschichte
Erste russische Siedlungen in dem zuvor vorwiegend von Kalmücken bewohnten Gebiet entstanden im 18. und 19. Jahrhundert. Nachdem 1899 die Eisenbahnstrecke von Zarizyn (heute Wolgograd) nach Tichorezkaja, die die untere Wolga mit dem Nordkaukasus verband, mit der Station Dwoinaja eröffnet worden war, kam es auf Ukas des Zaren Nikolaus II. zur Ansiedlung von Kosakenfamilien von oberen Don in dem noch dünn besiedelten Gebiet.
Am 18. November 1910 wurde unweit der Bahnstation Dwoinaja die Staniza Orlowskaja gegründet. Im russischen Bürgerkrieg formierte in diesem Gebiet Semjon Budjonny 1919 seine Kavalleriedivision, aus der später die legendäre 1. Rote Reiterarmee hervorging.
Im Rahmen einer Verwaltungsreform wurde Orlowskaja 1924 Verwaltungszentrum eines Rajons, der zunächst bereits 1926 wieder aufgelöst, aber am 28. Dezember 1934 wiederhergestellt wurde. Auf Grundlage der MTS der südöstlichen Oblast Rostow bei der Bahnstation Dwoinaja entstand am 1. August 1938 das Orlowsker mechanische Werk für die Herstellung von Landtechnik, seit 1969 unter dem Namen Orlowskselmasch.
Im Zweiten Weltkrieg wurde Orlowskaja Ende Juli 1942 während der Sommeroffensive („Fall Blau“) der deutschen Wehrmacht eingenommen, wobei sich die Staniza an der äußersten linken Flanke der Truppen der Heeresgruppe A befand. Am 8. bis 10. Januar 1943 gelang der auf Salsk vorrückenden 51. Armee im Bestand der Südfront der Roten Armee die Rückeroberung.
Am 16. Oktober 1962 erhielt der gewachsene Ort in der heutigen Namensform den Status einer Siedlung städtischen Typs. In den 1990er-Jahren wurde Orlowski zu einer ländlichen Siedlung herabgestuft.

### Bevölkerungsentwicklung
| Jahr | Einwohner |
| ---- | --------- |
| 1959 | 7.657     |
| 1970 | 12.101    |
| 1979 | 15.180    |
| 1989 | 17.597    |
| 2002 | 19.354    |
| 2010 | 20.002    |

Anmerkung: Volkszählungsdaten

## Wirtschaft und Infrastruktur
Größtes Unternehmen ist die Landmaschinenfabrik Kormmasch, die 1992 aus dem früheren Orlowskselmasch hervorgegangen ist. Ansonsten ist Orlowski als Zentrum eines Landwirtschaftsgebietes mit vorwiegendem Getreideanbau sowie Rinder-, Schweine-, Schaf- und Geflügelhaltung von Betrieben der Lebensmittelindustrie (Mehl, Backwaren, Molkereierzeugnisse) geprägt; daneben gibt es Unternehmen der Bauwirtschaft. Auf dem Gestüt Donskoi im 18 Kilometer südöstlich gelegenen Dorf Ostrowjanski des Rajons werden Englisches Vollblut und Budjonnypferde gezüchtet.
Orlowski liegt an der Eisenbahnstrecke Wolgograd – Timaschewskaja – Krasnodar (Stationsname Dwoinaja; Streckenkilometer 320), die auf diesem Abschnitt im Jahr 2000 und durchgehend 2003 elektrifiziert wurde. Entlang der Bahnstrecke verläuft eine Regionalstraße von Salsk in Richtung Kotelnikowo in der benachbarten Oblast Wolgograd. Von dieser zweigt in Orlowski eine Straße ab, die den äußersten Südosten der Oblast Rostow nördlich des Manytsch erschließt und in der Republik Kalmückien an die föderale Fernstraße R216 in Richtung Elista und Astrachan anschließt.

## Persönlichkeiten
- Nikita Olegowitsch Kolotijewski (* 2001), Fußballspieler